# Tanzsport

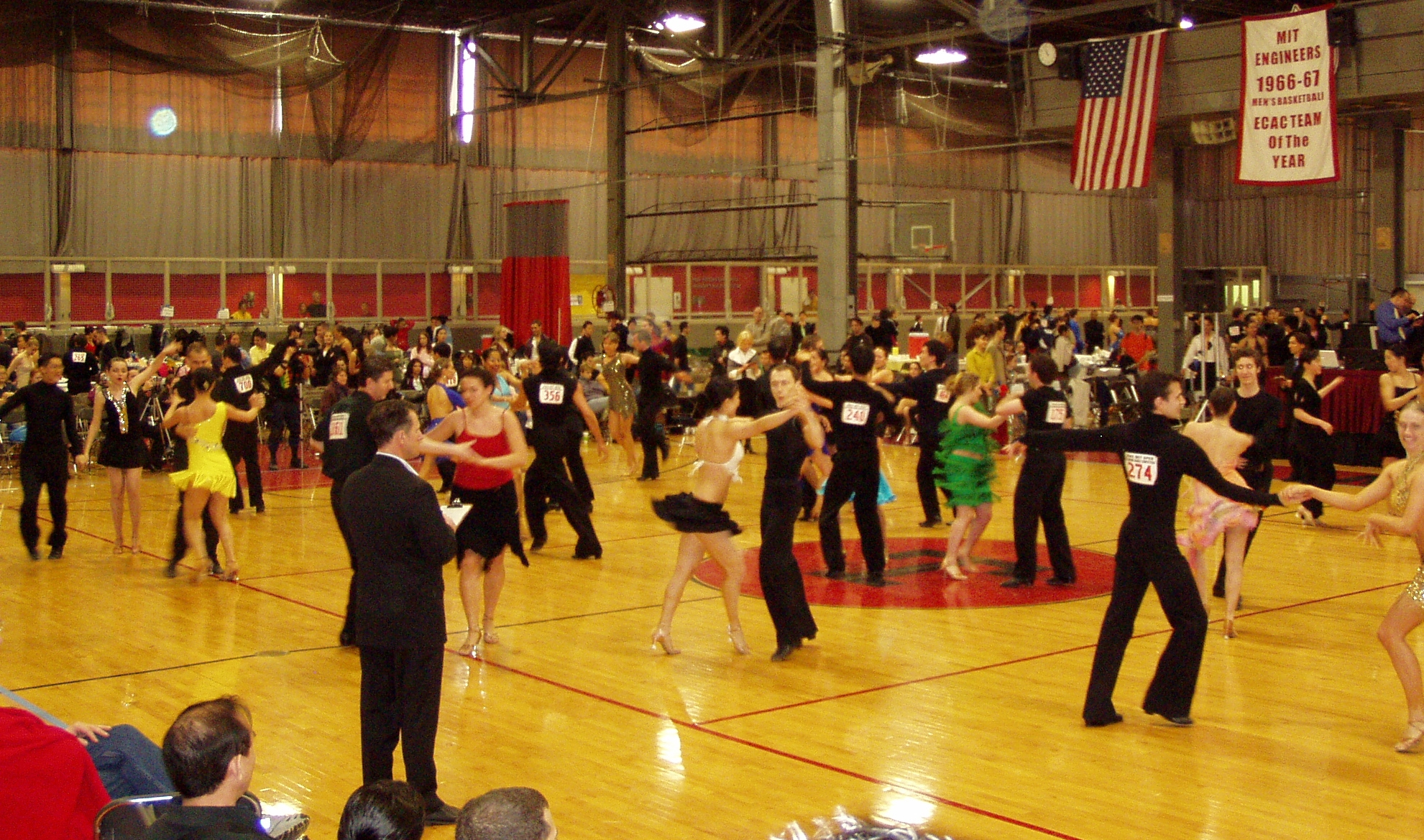
Tanzsportturnier – im Vordergrund steht ein Wertungsrichter

Beim Tanzsport wird Tanzen als Sportart ausgeübt. Wettkampfmäßigen Tanzsport nennt man auch Turniertanz. Sitzt dabei mindestens einer der Tänzer im Rollstuhl, ist es Rollstuhltanz.
Als Tanzsport betrieben werden unter anderem die lateinamerikanischen Tänze, die Standardtänze, Rock ’n’ Roll, Boogie-Woogie, Bugg und West Coast Swing sowie Orientalischer Tanz, modern Line Dance, Cheer Dance, Hip-Hop, Showdance, Discodance, Stepptanz, Breakdance, Electric Boogie, Jumpstyle, Gardetanz, Contemporary, und Jazz und Modern Dance. Welche Tänze sportlich ausgeübt werden, unterscheidet sich von Land zu Land. Die ersten drei genannten sind auch bei den World Games vertreten. 2013 wurde auch Salsa bei den World Games in Cali, Kolumbien als Tanzsportwettbewerb in Kooperation des WDSF und der IDO durchgeführt.
Auf Tanzturnieren treten Einzeltänzer, Tanzpaare oder Tanzformationen gegeneinander an. Wertungsrichter beurteilen die Darbietungen unter verschiedenen Gesichtspunkten und vergeben Punkte oder Platzierungsempfehlungen, anhand derer Sieger und Ranglisten ermittelt werden. Ablauf und Form der Turniere können sehr unterschiedlich ausfallen.

## Tanzturniere

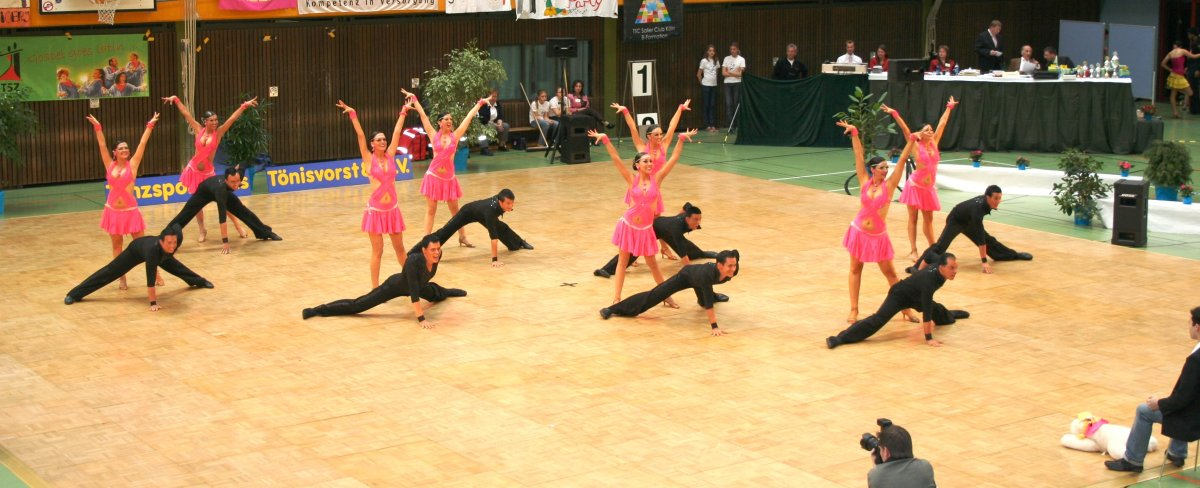
Lateinformation

Tanzsport ist sowohl im Breiten- als auch im Turnier- und Leistungssport beliebt. Dabei ist der Übergang vom Hobbytänzer über den ambitionierten Breitensportler bis hin zum Einsteiger in die Turnierszene im Idealfall fließend. Turniere gibt es sowohl für den Breiten- als auch für den Leistungssportbereich. Dabei treten einzelne Tänzer, Paare, Formationen oder Mannschaften einzelner Paare an. Sie präsentieren den Turnierregeln folgend entweder eine einstudierte Choreografie oder interpretieren ein gespieltes Musikstück frei.
In Turnieren des Deutschen Tanzsportverbandes (DTV) treten Paare, eingeteilt nach Alter und Leistungsstand, in Wettbewerben gegeneinander an. Während der Vor- und Zwischenrunden werden sie in ihrer Leistung von einer ungeraden Anzahl an Wertungsrichtern in verdeckter Wertung vergleichend beurteilt. Aufgrund dieser punktuellen Bewertung entscheidet sich, ob ein Paar in die nächste Runde kommt oder nicht. An der nächsten Runde, je nach Anzahl der Paare bis zu fünf Runden pro Turnier, nimmt mindestens die Hälfte der Paare der vorherigen Runde teil. Bis zu sieben Paare schaffen es in die Endrunde und können damit eine begehrte Platzierung erringen, von denen zwischen fünf und zehn zum Aufstieg in die nächsthöhere Klasse notwendig sind. Für jedes Paar, welches in der Gesamtwertung auf einem niedrigeren Platz liegt, erhält das Paar einen Punkt, maximal jedoch 20 Punkte pro Turnier. Eine bestimmte Anzahl von Punkten sind ebenfalls zum Aufstieg in die nächsthöhere Klasse notwendig. Platzierungen und Punkte werden im Startbuch eines Paares verzeichnet. Während das Startbuch früher noch aus Papier war, erfolgt die Verwaltung der Punkte und Platzierungen seit 2015 elektronisch in der ESV (Elektronische Sportverwaltung im DTV). Die Paare erhalten eine ID-Karte und können ihre Ergebnisse, Punkte und Platzierungen online abrufen.
Außer vom oben genannten DTV werden in Deutschland Tanzturniere auch vom 1993 gegründeten Deutschen Amateur Turnieramt (DAT) veranstaltet. Trotz der leicht irreführenden Bezeichnung „Amt“ ist das DAT keinesfalls eine offiziell anerkannte Sportorganisation im Deutschen Olympischen Sportbund. Aufgrund der Einbindung in den Berufsverband Deutscher Tanzlehrer ist eine kommerzielle Prägung nicht von der Hand zu weisen. Die Turniere des DAT richten sich, laut eigener Angabe, besonders an Tänzer, die weniger leistungsorientiert tanzen wollen. Sie unterscheiden nur zwischen Hobby- und Sporttänzern, ohne sie permanent in Leistungsklassen einzuteilen. Erst auf einem Turnier werden durch sogenannte Sichtungsrunden die an diesem Tag durch die teilnehmenden Paare resultierenden Leistungsklassen gebildet und dann ausgetanzt. Im Gegensatz zum DTV-System muss sich jedes Paar bei jedem Turnier neu für eine Klasse qualifizieren.
Darüber hinaus werden in Deutschland noch Turniere der WDC German Amateur League (GAL) durchgeführt. Auch hier treten die Paare in verschiedenen Leistungsklassen und Altersgruppen in den fünf Standard- und Lateintänzen gegeneinander an. Es handelt sich hierbei um die deutsche Amateurliga des World Dance Council (WDC), dem zweiten großen Weltverband neben der World Dance Sport Federation. In vielen Punkten gleichen sich Turnierablauf und Regeln mit denen des Deutschen Tanzsportverbandes, in einigen Bereichen gibt es Unterschiede. So werden z. B. in allen Turnieren zunächst Sichtungsrunden getanzt und anhand der gezeigten Leistungen dann die Klassen eingeteilt.
Zusätzlich werden in Deutschland offizielle Tanzturniere von TAF Germany e. V. (The Actiondance Federation) ausgerichtet. TAF ist als Verband in Deutschland für alle Tanzrichtungen, welche nicht den Standard- oder den lateinamerikanischen Tänzen sowie dem Rock ’n’ Roll zuzurechnen sind, offen und richtet eine Vielzahl von regionalen und nationalen Turniere dazu aus. TAF besteht, mit seinen namentlichen Vorläufern, seit 1978 und ist seit 2012 ein eigenständiger e. V. sowie das deutsche Mitglied in der IDO (International Dance Organization). TAF ist weiterhin Fachverband mit besonderer Aufgabenstellung im DTV (Tanzsport Deutschland) sowie im ADTV (Allg. Deutscher Tanzlehrerverband) und steht allen deutschen Tänzerinnen und Tänzern offen. Der DTV ist wiederum Mitglied in TAF.

### Startgruppen
Startgruppen sind Einteilungen nach Alter. Im Bereich des DTV gibt es folgende Startgruppen:
- Kinder- und Jugendgruppen
  - Kinder I (Höchstalter des älteren Partners 9 Jahre)
  - Kinder II (Höchstalter des älteren Partners 11 Jahre)
  - Junioren I (Höchstalter des älteren Partners 13 Jahre)
  - Junioren II (Höchstalter des älteren Partners 15 Jahre)
  - Jugend (Höchstalter des älteren Partners 18 Jahre)

Zurzeit werden bis auf Weiteres die beiden Kindergruppen zu einer gemeinsamen Startgruppe Kinder zusammengefasst.
- Hauptgruppen
  - Hauptgruppe (Mindestalter des älteren Partners 19 Jahre)
  - Hauptgruppe II (Mindestalter eines Partners 28 Jahre)

- Seniorengruppen
  - Masters I (Mindestalter des älteren Partners 35 Jahre, Mindestalter des jüngeren Partners 30 Jahre)
  - Masters II (Mindestalter des älteren Partners 45 Jahre, Mindestalter des jüngeren Partners 40 Jahre)
  - Masters III (Mindestalter des älteren Partners 55 Jahre, Mindestalter des jüngeren Partners 50 Jahre)
  - Masters IV (Mindestalter des älteren Partners 65 Jahre, Mindestalter des jüngeren Partners 60 Jahre)

### Startklassen
Startklassen sind Einteilungen nach Leistung. Im Bereich des DTV beginnen Turnieranfänger in der D-Klasse und ertanzen sich durch Platzierungen und Punkte den Aufstieg in die C-Klasse, auf welche die B- und A-Klasse folgen. Danach kann noch der Aufstieg in die höchste deutsche Klasse, die S(onder)-Klasse, erreicht werden. Die Anforderungen dazu sind besonders hoch und wie bei allen anderen Klassen bundeseinheitlich geregelt.
In der D- und C-Klasse sind nur bestimmte Figuren erlaubt. Ab der B-Klasse ist diese Schrittbegrenzung aufgehoben. In den Tänzen Wiener Walzer und Paso Doble, die ab der B-Klasse zum Programm gehören, gibt es seit 2015 eine Schrittbegrenzung.
Die Startklasse bestimmt auch die Kleiderordnung der Tänzer. So sind in der D-Klasse Standard für Damen weder Turnierkleider noch Schmuck erlaubt, sondern nur Straßen- bzw. Trainingskleidung. Die Einschränkungen werden in den höheren Klassen immer weiter aufgehoben, wobei die Kleidung der unteren Klassen immer erlaubt bleibt.
In der Kindergruppe gibt es nur die Startklassen D bis C, In der Juniorengruppe D bis B, in der Jugendgruppe D bis A. In der höchsten Kinder-, Junioren- und Jugendklasse ist ein Doppelstart in der gleichen Klasse der jeweils nächsten Altersgruppe erlaubt. Dort ist dann auch ein Aufstieg in die nächsthöhere Klasse zugelassen. Somit kann beispielsweise ein Paar zugleich Jugend A und Hauptgruppe S sein. Die Senioren IV sind auf die Klassen B, A und S beschränkt. Die Lateinklassen der Senioren sind auf die Altersgruppen I, II und III beschränkt, wobei es in der Sen III nur die A- und S-Klasse gibt.
Bei geringer Anzahl von Aktiven in einzelnen Startklassen und bei Einladungsturnieren (Turniere 2. Ordnung ohne Vergabe von Aufstiegspunkten und -platzierungen) können Startklassen auch kombiniert werden, zum Beispiel B- mit A-Klasse; bei Turnieren 1. Ordnung ist dafür die Genehmigung des Bundes- oder Landessportwartes notwendig.
Da ein Abstieg in eine niedrigere Startklasse nicht möglich ist, sammeln sich die Paare in der S-Klasse, so dass die Leistungsspanne gerade dort besonders hoch ist. Es ist praktisch nur eine Frage der Zeit, dass man bei regelmäßiger Turnierteilnahme und günstiger Wahl von Turnieren in die nächsthöhere Klasse aufsteigt. Problematisch wird dies bei Paaren, die aufgrund ihres Alters oder mangelnder Zeit an Leistung verlieren. Die selbstbeantragte Rückstufung in eine niedrigere Startklasse ist zwar möglich, wird jedoch nur selten genutzt, so dass Abstiegsregelungen immer wieder diskutiert werden.

### Turnierarten

#### Breitensportwettbewerb (BSW)
BSW-Turniere sind eher für Einsteiger gedacht. Es wird nur eine Auswahl aus beiden Disziplinen (Standard und Latein) getanzt. Startberechtigt sind alle Paare, die über einen Verein angemeldet werden (mit einem Breitensportpass können diese Paare auch an einem D-Turnier teilnehmen), allerdings auch Standard- und Lateinpaare der D-Klasse.

#### Kombinationsturnier („Zehn Tänze“)
In einem Kombinations- oder Turnier über zehn Tänze werden alle zehn klassischen Turniertänze (Standard und Latein) in einem Wettbewerb absolviert.

#### Ranglistenturnier
In den höchsten Leistungsklassen der jeweiligen Altersgruppen werden in beiden Disziplinen (Standard und Latein) Ranglistenturniere in Deutschland ausgetragen.
- Junioren II B
- Jugend A
- Hauptgruppe S
- Senioren I S
- Senioren II S

Bei diesen Turnieren erhalten die Paare je nach ihrer Platzierung sogenannte Ranglistenpunkte. Über diese sich daraus ergebende Rangliste werden sogenannte Sternchenpaare ermittelt, die bei den Deutschen Meisterschaften direkt für die Zwischenrunde qualifiziert sind und die Vorrunde nicht zu bestreiten brauchen.

### Turnierrunden

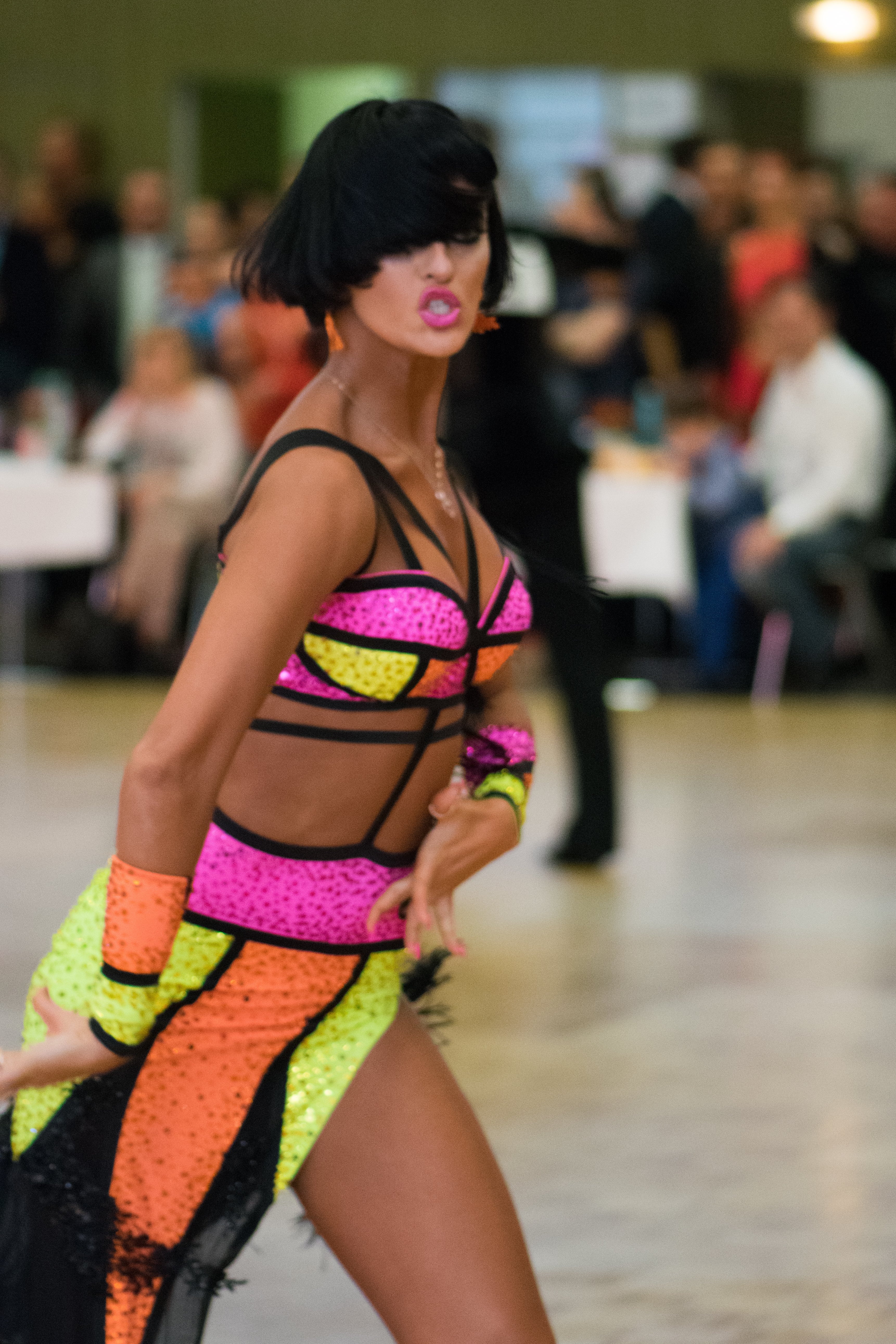
Tänzerin beim Blauen Band an der Spree

Im Folgenden ist von Paaren die Rede, auch wenn beispielsweise in Formationswettbewerben keine einzelnen Paare, sondern die ganze Formation als Gruppe gewertet wird.
Bei Tanzsportturnieren unterscheiden sich die Wertungsverfahren in den Vorrunden und der Endrunde: Während in den Vor- und Zwischenrunden von den Wertungsrichtern eine verdeckte Wertung vorgenommen wird, findet in der Endrunde eine offene, für Teilnehmer und Publikum sichtbare, Wertung statt.

#### Vor- und Zwischenrunden
Bei mehr als sechs startenden Paaren finden Vor- und evtl. Zwischenrunden statt. In der Vorrunde nehmen alle startenden Paare teil. Da in der Endrunde aber nur sechs (bei Punktgleichheit sieben) Paare starten dürfen, muss die Anzahl der Paare in den Vor- und Zwischenrunden auf diese Zahl verringert werden. Die Regeln besagen, dass mindestens die Hälfte der Paare in die nächste Runde kommen sollen. Dies geschieht durch eine Auswahlwertung.
Dazu verteilen die Wertungsrichter bei jedem Tanz Kreuzchen an diejenigen Paare, die sie in der nächsten Runde (oder der Endrunde) noch einmal sehen möchten. Dabei stehen ihnen so viele Kreuzchen zur Verfügung wie Paare in der nächsten Runde tanzen sollen. Bei 23 Paaren soll auf 18 Paare reduziert werden, also stehen 18 Kreuze zur Verfügung. Dennoch kann es bei gleicher Kreuzezahl passieren, dass mehr als die Hälfte der Paare an der nächsten Runde teilnehmen dürfen. Kommt es dazu, wird die nächste mit mehr Paaren getanzt als geplant. In dieser Runde stehen dann unter Umständen weniger Kreuze als die Hälfte der Paare zur Verfügung.
Ein Paar kann in jedem Tanz maximal so viele Kreuzchen sammeln, wie Wertungsrichter vorhanden sind. In die nächste Runde kommen dann die Paare, die über alle Tänze die meisten Kreuze gesammelt haben (einfache Addition). Die ausscheidenden Paare werden anhand der Kreuzchensumme platziert. Haben mehrere Paare die gleiche Anzahl Kreuze, so wird der betreffende Platz geteilt.

#### Redance (Hoffnungslauf)
Bei internationalen Turnieren ist es üblich, einen Hoffnungslauf durchzuführen. Bei der ersten Runde (Vorrunde) haben die Paare die Möglichkeit, sich direkt für die Zwischenrunde zu qualifizieren. Von den nicht qualifizierten Paaren erhalten einige ihre zweite Chance, sich im Redance für die Zwischenrunde zu qualifizieren.

#### Endrunde
Alle Tanzsportturniere werden von einer ungeraden Zahl von Wertungsrichtern gewertet, so dass sich eine eindeutige Mehrheit ergibt. Die Wertungsrichter geben eine Platzierungsempfehlung ab, und ein Paar erhält eine Platzziffer, wenn es die Majorität der Platzierungen für diesen Platz oder einen besseren Platz erhält (genaueres siehe Majoritätssystem). Dies geschieht jeweils für alle Tänze eines Turniers getrennt. Die Platzziffern werden dann zur Bestimmung des Endergebnisses summiert, wobei die niedrigere Summe den besseren Platz ergibt. Bei Summengleichheit des Ergebnisses wird das Skatingsystem angewendet, welches die einzelnen Platzierungsempfehlungen genauer beachtet.

### Wertungsgebiete
Die Wertungsrichter bewerten die Leistungen der Paare relativ zueinander. Hierbei stehen ihnen vier Wertungsgebiete zur Verfügung.
1. Musik umfasst das Tanzen im Takt und im Grundrhythmus, sowie das Bestreben, Musik als Gesamtwerk bewegungsmäßig umzusetzen.
2. Balancen behandelt die tanztypischen Körperpositionen zueinander und miteinander und deren Wechselwirkung auf die jeweiligen Bewegungsenergien.
3. Bewegungsablauf beinhaltet die verschiedenen Strukturen von Bewegungselementen und den daraus entstehenden Verknüpfungen.
4. Charakteristik – Das letzte Bewertungsgebiet umfasst die historische Entwicklung der einzelnen Tänze und beinhaltet außerdem alles, was der Tanzsportler zusätzlich zu den erlernten Fähigkeiten, in seinem Bestreben, Musik in Bewegung umzusetzen, zum Ausdruck bringt.

Jedes Wertunggebiet ist noch in Unterpunkte aufgeteilt.
Der Schwierigkeitsgrad ist grundsätzlich kein Wertungsgebiet. Die bessere Leistung ist an der rhythmischen und bewegungsenergetischen Ausführung des Tanzes zu bemessen. Die Wertungsgebiete stehen nicht gleichberechtigt zueinander. Erst wenn in einem Wertungsgebiet eine Differenzierung der Paare nicht mehr möglich ist, sollte das nächstfolgende Wertungsgebiet herangezogen werden.

## Verbandsstruktur
Der Tanzsport hat keine anerkannte Hierarchie von Sportverbänden. Die World Dance Sport Federation (WDSF) ist die weltweit größte Vereinigung von Tanzsportverbänden im Amateurbereich und wird durch das Internationale Olympische Komitee (IOC) anerkannt. Seit 2006 führt sie jedoch auch im Profibereich Turniere durch.
Differenzen zwischen den einzelnen Verbänden werden z. B. deutlich beim aktuellen Streit über die Tanzsportweltmeisterschaften Latein und Tanzsportweltmeisterschaften Standard zwischen der WDSF und dem World Dance Council (WDC), der als bisherige Weltorganisation der Profis seinerseits begonnen hat, Amateurturniere zu veranstalten. Sie zeigen sich aber auch bei aufstrebenden Tanzformen wie der Salsa, wo der Weltmeistertitel gleich mehrmals vergeben wird. Die Folge dieser ungeklärten Zuständigkeiten sind Machtkämpfe, die sich besonders deutlich bei der Frage abzeichnen, welche Vereinigung für die Vergabe des Weltmeistertitels zuständig ist. Der Deutsche Tanzsportverband (DTV) als Amateurtanzverband und Mitglied des Deutschen Olympischen Sportbundes (DOSB, ehemals DSB) gehört der WDSF an, der Deutsche Professional Tanzsportverband (DPV) als Profiverband dem World Dance Council. Die Zusammenarbeit des DTV und des DPV ist bisher nicht weiter problematisch.
Außer der oben genannten WDSF gibt es seit geraumer Zeit zwei weitere Weltverbände. Zum einen die International Dance Union (IDU) mit 28 Organisationen aus 22 Ländern und vier Kontinenten und die International DanceSport Association (IDSA) mit zurzeit 52 Mitglieder aus 34 Ländern. Das Deutsche Amateur Turnieramt der Berufsverband Deutscher Tanzlehrer gehören als Vollmitglied für Deutschland beiden Spitzenverbänden an.

### Olympische Sportart
Es ist das erklärte Ziel der World Dance Sport Federation, Tanzsport zur olympischen Sportart zu machen. Die WDSF wird seit 1997 durch das Internationale Olympische Komitee anerkannt und weist die für die Teilnahme an den Olympischen Sommerspielen geforderten 75 aktiven Mitgliedsverbände auf. Problematisch ist, dass die Sommerspiele bereits ohne den Tanzsport an ihrer Kapazitätsgrenze angelangt sind. Der Aufnahme in die Olympischen Winterspiele widerspricht, dass Tanzen weder auf Eis noch auf Schnee ausgeübt wird. Die WDSF äußert sich optimistisch, ihr Ziel bald zu erreichen. Seit einer Spitzenkonferenz mit dem IOC im Jahr 2002 gab es jedoch nur unwesentliche Fortschritte.
Der erwähnte Streit mit dem World Dance Council könnte ein Grund dafür sein. Weitere Argumente gegen den Tanzsport als olympische Disziplin sind die fehlende objektive Messbarkeit der Leistung und die fehlende personelle Trennung zwischen aktiven Turnierteilnehmern, Trainern und Wertungsrichtern.
Bei den World Games, einem internationalen Wettkampf in Sportarten, die nicht zum Wettkampfprogramm der Olympischen Spiele gehören, ist der Tanzsport fester Bestandteil. Sie werden alle vier Jahre jeweils im Jahr nach den Sommerspielen unter der Schirmherrschaft des IOC ausgerichtet.
Bei den Olympischen Sommerspielen 2024 in Paris werden zum ersten Mal Wettbewerbe im Breakdance stattfinden.

### Inklusion: Special Olympics
Tanzen (Special Olympics) ist eine Sportart, die auf den Regeln des Tanzsports beruht und in Wettbewerben und Trainingseinheiten der Organisation Special Olympics weltweit für geistig und mehrfach behinderte Menschen angeboten wird. Tanzsport ist seit 2019 bei Special Olympics World Games vertreten.

### Tanzsport in den Medien
Im Vergleich zu anderen Sportarten ist der Tanzsport seitens der Medien im Allgemeinen sehr wenig beachtet. Bekannte Print-Magazine sind DPV Aktuell oder der Tanzspiegel. Allerdings werden beide von Tanz-Verbänden herausgegeben. Eine kritische Berichterstattung über den Tanzsport findet kaum statt. Nationale wie internationale Turniere werden nur selten im Fernsehen gezeigt. Mit mehreren Übertragungen, beispielsweise von den German Open Championships, der Latein-WM in Karlsruhe, Berichten aus Tanzschulen oder der SWR Welttanzgala im Kurhaus Baden-Baden hat sich der Südwest-Rundfunk in jüngster Vergangenheit etwas mehr dem Tanzsport zugewandt. Auch andere ARD-Anstalten zeigen das eine oder andere Turnier. Im Bereich des Formationssports wurden internationale Turniere in Deutschland von den Rundfunkanstalten der ARD teilweise auch live übertragen.
In den letzten Jahren zeichnete sich jedoch ein größeres Interesse an Tanzsport bei den privaten Fernsehsendern ab: RTL strahlte bereits mehrere Staffeln von Let’s Dance aus, einer Show in der Paare aus Turniertänzern und Prominenten gegeneinander antreten. Auch im deutschsprachigen Ausland wurden mit Shows wie Dancing Stars ähnliche Sendungen mit Turniersportlern ausgestrahlt.

## Situation in Österreich
Grundsätzlich unterscheidet sich das System bzw. die Struktur des österreichischen Tanzsports zu dem des deutschen nur in Details. Abweichungen gibt es vor allem bei der Ermittlung der Aufstiegspunkte, den Aufstiegsbedingungen, den Alterseinteilungen, den Schrittbegrenzungen und der Praxis des offenen Wertens.

Zusätzlich werden in Österreich offizielle Tanzturniere vom Österreichischen Turnieramt für Freizeittänze (ÖTF) ausgerichtet. Der ÖTF ist als Verband in Österreich für alle Tanzrichtungen, welche nicht den Standard- oder den lateinamerikanischen Tänzen sowie dem Rock ’n’ Roll zuzurechnen sind, offen.

### Aufstiegspunkte
Im Gegensatz zum deutschen System erhalten die Paare in Österreich nicht einen Punkt je geschlagenem Paar. Stattdessen wird eine Formel zur Punkteberechnung verwendet, die für das erstplatzierte Paar immer 100 Punkte ermittelt und für das letztplatzierte Paar immer 10 Punkte. Die Punkte für die dazwischenliegenden Plätze werden nach einer quadratischen Funktion ermittelt bzw. vorbereiteten Tabellen entnommen. Für Landes- und Staatsmeisterschaften gelten um 50 % bzw. 100 % höhere Werte. Die Aufstiegspunktegrenzen variieren je nach Startklasse und Disziplin.

### Aufstiege
Im Gegensatz zu deutschen Turnierpaaren benötigen österreichische Paare keine Platzierungen, um in die nächsthöhere Turnierklasse aufsteigen zu können. Für einen Aufstieg reichen 10 Starts in der aktuellen Startklasse in Kombination mit einer gewissen Mindestpunktanzahl aus. Die Aufstiegspunkte werden bei allen Starts im In- und Ausland voll angerechnet, für die Pflichtstarts zählen hingegen nur Starts im Inland. Ausgenommen davon sind die Altersgruppen Schüler, Junioren und Jugend, bei denen Auslandsstarts voll angerechnet werden, sowie Paare aus Tirol und Vorarlberg, die – wegen der weiten Anfahrtwege zu den Turnieren im Rest Österreichs – lediglich 7 der 10 Starts im Inland absolvieren müssen.

### Alterseinteilung
In Österreich wird gestaffelt nach dem Alter in folgende acht Klassen eingeteilt:
- Kinder (älterer Partner 11 Jahre oder jünger)
- Junioren I (älterer Partner 12 oder 13 Jahre)
- Junioren II (älterer Partner 14 oder 15 Jahre)
- Jugend (älterer Partner 16 bis 18 Jahre alt)
- Allgemeine Klasse (älterer Partner 18 Jahre oder älter)
- Senioren I (jüngerer Partner 30 Jahre oder älter)
- Senioren II (jüngerer Partner 45 oder älter)
- Senioren III (jüngerer Partner 45, älterer Partner 55 Jahre oder älter)

Besonderheiten der Alterseinteilungen:
- Derzeit sind die Altersgruppen Junioren I und Junioren II bei der Durchführung von Veranstaltungen zusammengelegt und werden im allgemeinen Sprachgebrauch als „Junioren“ bezeichnet. Diese in den Ausführungsbestimmungen geregelte Zusammenlegung gilt bis auf Widerruf.
- Einem Jugendpaar ist es möglich, zusätzlich in der Allgemeinen Klasse zu starten, sofern die Bedingungen, d. h. der ältere Partner ist 16 Jahre oder älter, erfüllt sind.
- Senioren dürfen innerhalb der Seniorenklassen auch jeweils in der um eine Stufe „jüngeren“ Klasse an den Start gehen.
- Gleichzeitiges Antreten in der Allgemeinen Klasse und in den Seniorenklassen ist zulässig

### Offene Wertung im Finale
Die in Deutschland gebräuchliche offene Wertung im Finale wird in Österreich praktisch nicht durchgeführt. Nach hitzigen Diskussionen im Präsidium des Österreichischen Tanzsportverbands (ÖTSV) ist man der Ansicht, dass eine offene Wertung nach jedem Tanz die Leistung der Paare zu sehr beeinflusst. Auch wenn offene Bewertung für den Zuschauer interessanter ist, will man die Paare dazu bringen, in allen fünf (bzw. vier) Tänzen ihr absolut Bestes zu geben und vorzeitiger Aufgabe (z. B. nach drei Tänzen auf Platz sechs) bzw. vorzeitiger Siegesgewissheit (z. B. nach drei gewonnenen Tänzen) entgegenzuwirken.

### Zu tanzende Tänze in den jeweiligen Klassen und entsprechende Reglements
Während in Österreich bereits ab der C-Klasse alle fünf Tänze (Samba, Cha-Cha-Cha, Rumba, Paso Doble und Jive bzw. Langsamer Walzer, Tango, Wiener Walzer, Slowfox und Quickstep) getanzt werden müssen, trifft dies in Deutschland erst ab der B-Klasse zu. In der D-Klasse müssen in Deutschland nur drei (Cha-Cha-Cha, Rumba und Jive bzw. Langsamer Walzer, Tango und Quickstep) und in der C-Klasse dann zusätzlich Samba bzw. Slowfox getanzt werden. Dies ist mit ein Grund, warum österreichische D-Paare, wenn sie bei einem Turnier in Deutschland starten, bereits in der C-Klasse mittanzen müssen.
In den Unterklassen (D- und C-Klasse) gibt es außerdem Unterschiede betreffend der Schrittbegrenzungen, die in diesen Klassen gelten. Generell gilt das deutsche Regelwerk als liberaler, was den Figurenkatalog betrifft.
Auch die Kleiderordnung unterscheidet sich in den beiden Ländern. Ab der B-Klasse orientieren sich mittlerweile beide Länder an der internationalen Kleiderordnung der WDSF. Strasskleider sind in Deutschland bei Turnieren allerdings bereits ab der C-Klasse erlaubt, wenn das Paar in der Hauptgruppe oder einer höheren Altersklasse antritt, während sich österreichische Tanzpaare noch bis zur B-Klasse gedulden müssen.
Ab der B-Klasse gibt es dann keine Unterschiede bei Tänzen und Schrittbegrenzung.

## Gleichgeschlechtliches Tanzen
Die Turnier- und Sportordnung des DTV definiert ein Paar als ein Team „aus einem männlichen Partner und einer weiblichen Partnerin“ und erlaubt somit gleichgeschlechtlichen Paaren nicht die Teilnahme an DTV-Turnieren mit klassisch besetzten Paaren. Gründe dafür sind weniger mangelnde Akzeptanz, als mehr die schlechte Vergleichbarkeit der Leistung. Durch die immer größere Akzeptanz von gleichgeschlechtlichen Paaren in der Öffentlichkeit gibt es mittlerweile jedoch immer mehr Wettbewerbe, sogenannte Equality-Turniere (engl. equality „Gleichheit“), bei denen ausschließlich gleichgeschlechtliche Paare antreten. Dies hat zur Gründung zahlreicher Tanzsportvereine geführt, die in erster Linie gleichgeschlechtlichen Paaren eine Trainingsmöglichkeit bieten wollen. Jedoch trainieren gleichgeschlechtliche Paare auch immer häufiger mit gemischten Paaren zusammen. Ein Zusammenhang zwischen gleichgeschlechtlichem Tanz und Homosexualität ist zwar häufig, kann aber nicht vorausgesetzt werden. So tanzen auf Equality-Turnieren auch Tänzer und Tänzerinnen gemeinsam, die mitunter aus leistungsstärkeren Klassen kommen und zum Beispiel für ihre Tätigkeit als Trainer neue Fähigkeiten erlangen wollen, die über ihre traditionelle geschlechterspezifische Rolle im Paar hinausgehen.  Des Weiteren wirkt bei Damen der Entschluss als Equality-Paar zu tanzen, dem tendenziellen Herren-Mangel im Tanzsport entgegen, da beim gleichgeschlechtlichen Tanzen die beiden Positionen "Leader" und "Follower" nicht mehr jeweils Mann und Frau zugeordnet sind, sondern frei besetzt und sogar während des Tanzens gewechselt werden können.

### Deutschland
- DTV – Deutscher Tanzsportverband e. V.
- DVET – Deutscher Verband für Equality-Tanzsport in der Bundesrepublik Deutschland e. V.
- DPV – Deutscher Professional Tanzsportverband e. V.
- Deutscher Rock ’n’ Roll und Boogie-Woogie Verband (DRBV)
- DAT – Deutsches Amateur Turnieramt
- TAF – The Actiondance Federation

### Österreich
- Österreichischer Tanzsportverband (ÖTSV)
- Österreichischer Rock ’n’ Roll Verband (ÖRRV)
- Österreichisches Turnieramt für Freizeittänze (ÖTF)

### Schweiz
- Swiss DanceSport Federation (SDFS). – Die Dachorganisation der beiden Schweizer Tanzsportverbände:
  - STSV für Standard- und Lateinamerikanisches Tanzen
  - SRRC für Rock ’n’ Roll

### Schweden
- Schwedischer Tanzsportverband (DSF)

### Weltweit
- World Dance Sport Federation (WDSF)
- World Rock’n’ Roll Confederation (WRRC)
- World Dance Council (WDC)
- International Professional Dancesport Council (IPDSC)
- World Swing Dance Council (WSDC)
- International Dance Organisation (IDO)